# Alan Truscott

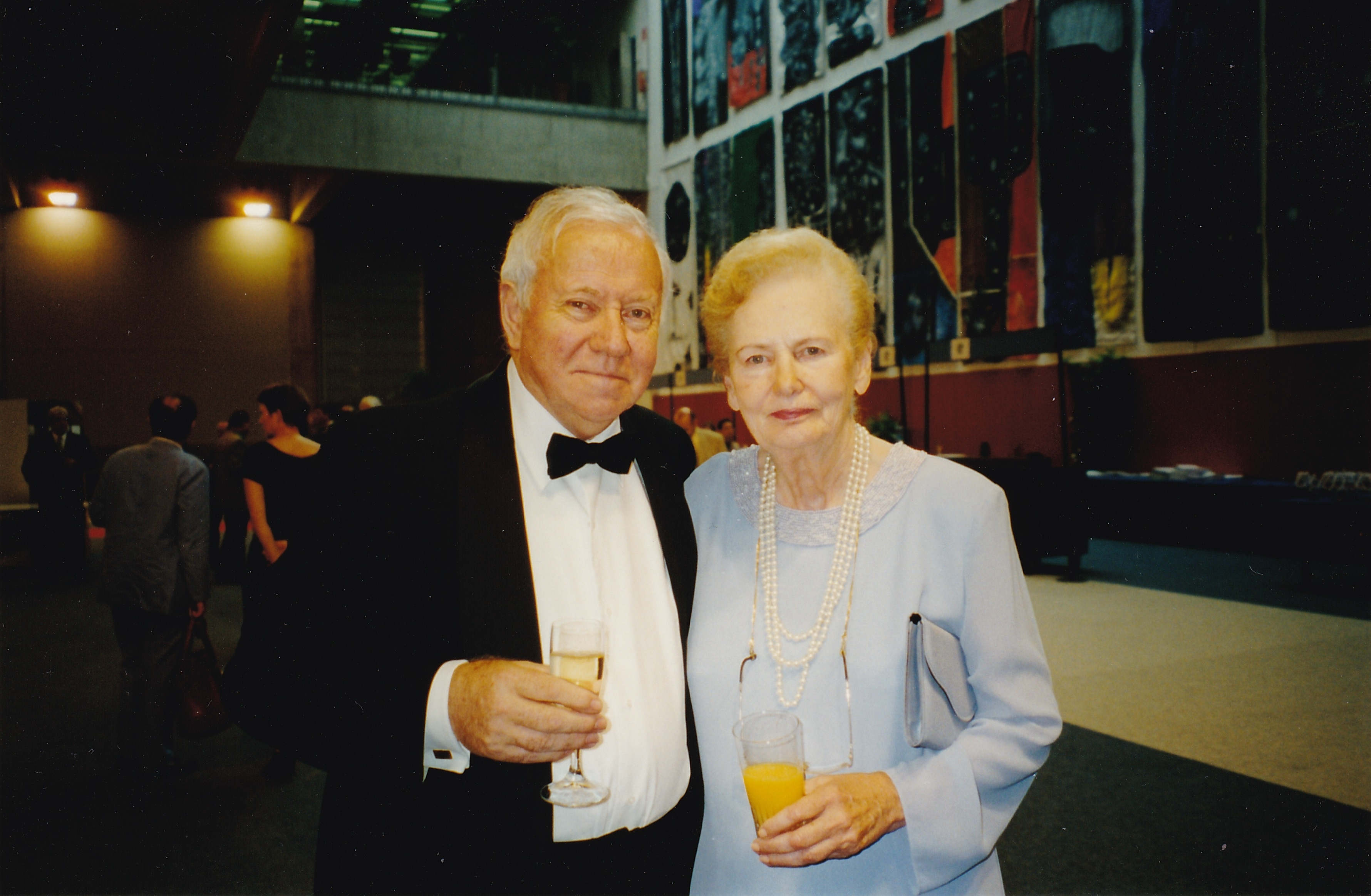
Alan en Dorothy Truscott in 1998

Alan Truscott (Brixton (Londen), 16 april 1925 – New Russia (New York), 4 september 2005) was een Britse bridgespeler.
Truscott werd na zijn grootste successen als bridgespeler, voornamelijk bekend als de ontdekker van het valsspelen van Terence Reese en Boris Schapiro tijdens de Bermuda Bowl van 1965. Dit incident heeft bijgedragen aan de ontwikkeling van het spelen met tafelschermen om ontoelaatbaar signaleren tussen partners tegen te gaan.
Truscott was twee keer getrouwd, de laatste keer met de Amerikaanse bridgespeelster Dorothy Truscott (1925–2006). De Truscottconventie is naar hem vernoemd. Ook de Truscottkaart die gebruikt wordt om te controleren of de spelers tijdens een viertallenwedstrijd op de juiste plaats zitten, is door hem bedacht.
Truscott was ruim 40 jaar de bridgecorrespondent van The New York Times. Van 1981 tot 1986 was hij de voorzitter van de IBPA, de federatie van bridgejournalisten.
Alan Truscott overleed op 80-jarige leeftijd aan kanker.

## Erelijst
Titels
- Europees kampioen landenteams: 1961

Tweede plaatsen
- Europees kampioenschap landenteams: 1958

Derde plaatsen
- Bermuda Bowl: 1962